# ستاد رين
ستاد رين لكرة القدم هو فريق يقع في مدينة رين الفرنسية تأسس في 10 مارس 1901م.
يرأس الفريق فريديريك دي سان سيران، ويملك النادي الملياردير الفرنسي فرانسوا بينو و.

## تاريخ الفريق

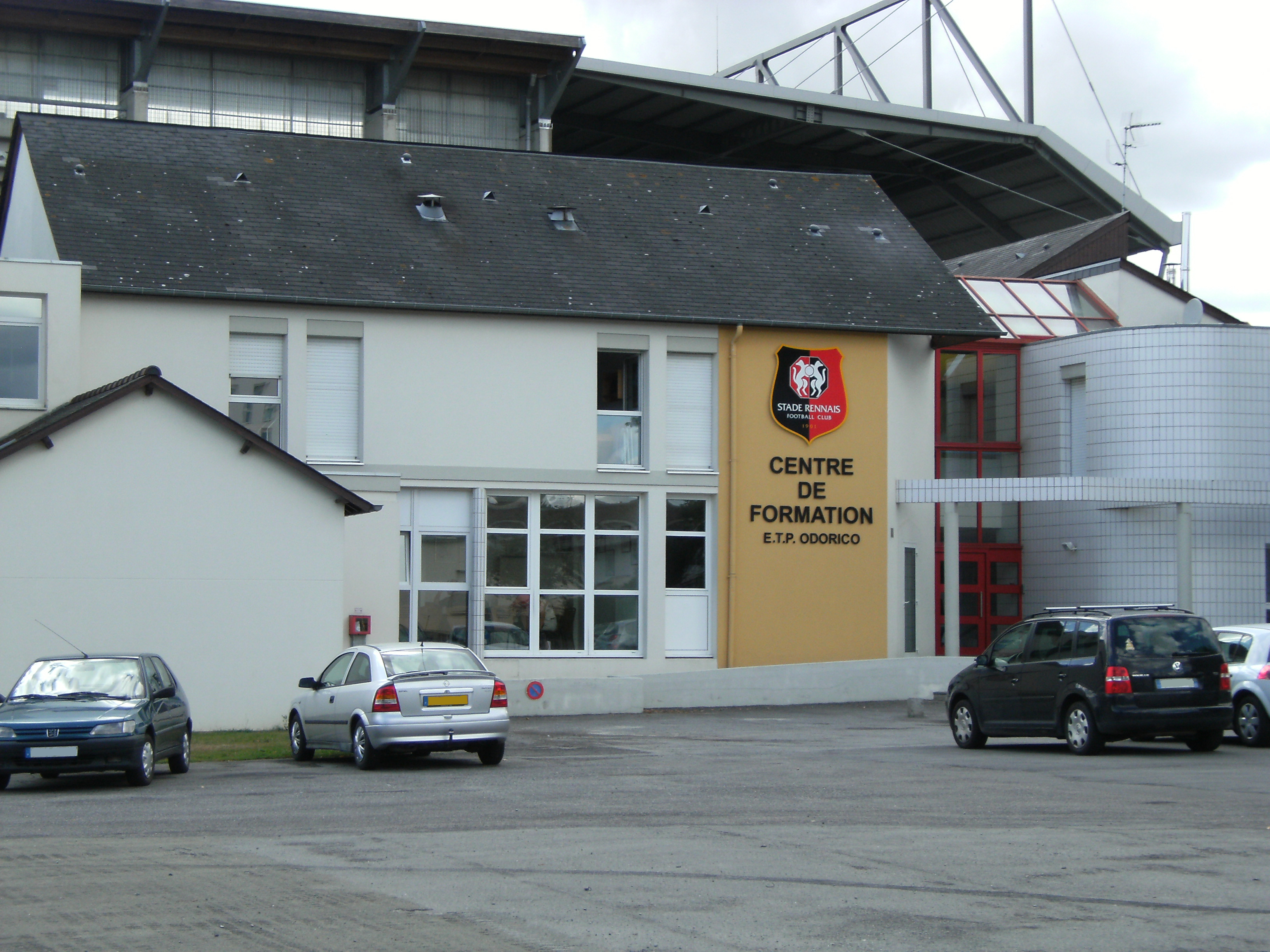
مدخل المدرسة الفنية الخاصة Odorico، وقسم من أكاديمية الشباب في نادي رين.

فريق ستاد رين، نادي متعدد الرياضات، بدأ نشاطاته سنة 1901، تأسس في 10 مارس على يد بعض التلاميذ، وخاض النادي أول مباراة له يوم 24 مارس من نفس السنة اما فريق اخر من مدينة رين، يدعى نادي رين.
شارك النادي في أول بطولة رسمية سنة 1903 بعد الحاح رئيس النادي حينها دولاكور وهي بطولة جهة البروتاني، والتي فاز بها، لكنه انهزم امام فريق روبي في نصف نهائي الوطني
سنة 1904، تم توأمة فريق ستاد رين مع نادي رين، ليعطوا بذلك فريق تحت اسم : نادي ستاد جامعة رين، ولكي تنشأ بعدها منافسة جهوية قوية مع فريق سيرفانيز
- 1932 : دخول نادي رين الاحترافية
- 1972 : تسمية الفريق رسميا بـ نادي ستاد رين لكرة القدم
- سبتمبر 2005 : أول فوز وتأهل في كاس الاتحاد الأوروبي امام فريق اوساسونا بمبلون الأسباني
- يناير 2006 : فوز تاريخي لستاد رين امام افس نانت بـ 2/0 بملعب لابوجوار بنانط، وتعتبر هذا أول فوز لفريق ستاد رين امام غريمه نانط على ملعبه منذ سنة 1964/1966

## الإنجازات
- كأس فرنسا : 1965، 1971، 2019
- وصيف : 1922، 1935

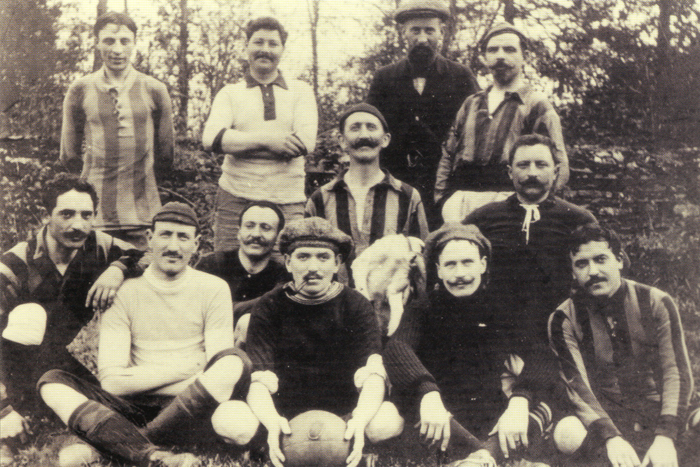
نادي ستاد رين في عام 1904.

- بطولة الدرجة التانية : 1956,1976, 1983.
- وصيف : 1939, 1958, 1980,1993,1994.
- البطولة الوطنية لاقل من 18 سنة : 2002.